# Regina Borg
La Regina Borg (Borg Queen) è un personaggio immaginario ricorrente dell'universo fantascientifico di Star Trek. Interpretata dalle attrici Alice Krige, Susanna Thompson,  Annie Wersching e Alison Pill, compare per la prima volta come antagonista principale nell'ottavo film del franchise Primo contatto e in seguito anche nelle serie televisive Star Trek: Voyager e Star Trek: Picard e nella serie animata Star Trek: Lower Decks, oltre che nel videogioco Star Trek Online.

## Caratteristiche
(Regina Borg rivolta a Data nell'ottavo film)
La Regina Borg è un drone particolare, in grado di comandare la collettività, ma al tempo stesso è in grado di pensare come un individuo e comprendere le emozioni.
La regina Borg ha principalmente l'obiettivo di mediare con eventuali soggetti esterni di altre razze. Infatti la Regina è l'unica entità Borg in grado di agire e di comunicare liberamente, ma tutto ciò deve essere eseguito per il bene della collettività. È impensabile che la regina decida qualcosa all'infuori della collettività. Tuttavia questa entità, pur esistendo per permettere la missione di assimilazione e perfezionamento dei Borg, presenta dei "difetti". Infatti la possibilità di questo particolare Borg di provare emozioni la porta a compiere azioni che potrebbero nuocere alla collettività, pur essendo convinta del contrario.
Ad esempio nel film Primo contatto la regina decide di accettare le condizioni del capitano Picard, cioè la liberazione del comandante Data, androide non ancora assimilato, in cambio del ritorno di Picard nella collettività come Locutus di Borg, cioè quel Borg di sesso maschile in maturazione per accompagnare la regina nell'eterna missione dei Borg, scelta che porterà alla distruzione dei pochi Borg presenti sull'Enterprise E, grazie ad una pronta azione del comandante Data prima dell'assimilazione di Picard.
Altri esempi sono presenti nella serie televisiva Star Trek: Voyager, quando, nelle ultime stagioni della serie, la regina cerca in tutti i modi di riprendersi Sette di Nove, strappata alla collettività durante il suo periodo di maturazione, tanto è vero che quando la Voyager incontra questo individuo ancora Borg riesce a parlare liberamente della collettività.
Nel finale di stagione della stessa serie televisiva, la stessa Regina Borg viene presumibilmente uccisa infliggendo gravissimi danni all'intera comunità Borg con l'assimilazione dell'ammiraglio Janeway, proveniente dal futuro con la missione di far tornare la USS Voyager a casa prima del tempo. Infatti l'ammiraglio porta con sé un virus (un patogeno neurolitico) che si diffonde al momento della sua assimilazione.

## Storia del personaggio

### Primo contatto
La regina Borg appare per la prima volta nel film Primo contatto del 1996, in data stellare 53893.5 (2378), durante la battaglia del Settore 001. In questa occasione è a bordo di una sfera Borg che, tornando indietro nel tempo, tenta di assimilare la Terra, ma viene fermata dall'equipaggio dell'Enterprise E. In seguito tenta quindi di assimilare l'Enterprise E, ma viene fermata da Jean-Luc Picard e da Data, e quindi uccisa.

### Star Trek: Voyager
In data stellare 52619.2 (2375) nel Quadrante Delta, all'interno dello spazio Borg, la Regina Borg incontra l'equipaggio della nave stellare USS Voyager e cerca di convincere Sette di Nove a rientrare nella collettività. 
Appare una seconda volta a cavallo tra la sesta e settima stagione, (anno 2377) quando i Borg assimilano tre membri dell'equipaggio della nave stellare persa nel Quadrante Delta: il capitano Kathryn Janeway, B'Elanna Torres e Tuvok. Qui la Regina Borg si trova ad affrontare una ribellione nata all'interno dell'Unimatrice Zero, una realtà virtuale onirica dove alcuni droni Borg ritrovano il loro aspetto prima dell'assimilazione, privi degli impianti cibernetici, e la propria individualità.
La regina Borg incontra la USS Voyager un'ultima volta in data stellare 54973.4 (fine del 2377), quando l'ammiraglio Kathryn Janeway viaggia indietro nel tempo per aiutare l'equipaggio della sua nave stellare a ritornare nel Quadrante Alfa.

### Star Trek: Picard
La Regina Borg aiuta Jean-Luc Picard e i suoi compagni a compiere un viaggio indietro nel tempo, portandoli fino all'anno 2024 per ripristinare la linea temporale, stravolta da quello che sembra essere l'ennesimo dispetto di Q. Isolata dalla collettività, in un tempo in cui i Borg non sono ancora nel quadrante Alfa, cerca di riprendere potere e forze instaurando una sorta di legame con Agnes Jurati, che verrà alla fine assimilata dalla Regina. Inizialmente Agnes opporrà resistenza alla Borg, ma lentamente la personalità della Regina emergerà, prendendo il sopravvento; successivamente la personalità di Agnes ritornerà in superficie trasmettendo alla Borg una scintilla di umanità, e le due personalità si fonderanno per dare vita a una nuova Regina Borg. Quando Picard tornerà nel suo tempo, ritroverà la Regina al suo fianco per combattere una strana anomalia che sta minacciando la Terra. Dopo aver respinto insieme la minaccia, la Regina Borg chiederà l'adesione della Collettività Borg alla Federazione per fronteggiare il nuovo nemico comune.

## Interpreti
Nel film Primo contatto (1996) e nel doppio episodio conclusivo Fine del gioco (2001) della settima stagione della serie televisiva Star Trek: Voyager, la regina Borg è interpretata dall'attrice sudafricana Alice Krige. L'attrice riprende il personaggio ancora nel 2004, nel cortometraggio 3D Borg Invasion 4D (2004), proiettato all'interno dell'attrazione Star Trek: The Experience, ospitata dall'hotel Hilton di Las Vegas fino al 2008. Nell'edizione italiana del film Primo contatto, la Regina Borg viene doppiata dall'attrice Vittoria Febbi. Alice Krige riveste ancora il ruolo nel 2021, prestando la voce alla Regina Borg nell'episodio Io, Excretus (I, Excretus) appartenente alla serie animata Star Trek: Lower Decks. Alice Krige presta la voce alla Regina Borg anche negli ultimi due episodi della terza e conclusiva stagione di Star Trek: Picard, in cui il personaggio è interpretato fisicamente dall'attrice Jane Edwina Seymour.
Nei due doppi episodi della serie televisiva Star Trek: Voyager, Frontiera oscura (prima parte),  Frontiera oscura (seconda parte), Unimatrice zero - prima parte e Unimatrice Zero - seconda parte, il personaggio viene interpretato dall'attrice statunitense Susanna Thompson, già apparsa in altri episodi delle serie Star Trek: The Next Generation e Star Trek: Deep Space Nine, dove impersona la romulana Varel, la tiloniana Jaya e la trill Lenara Kahn.
Nella seconda stagione della serie televisiva Star Trek: Picard (2022), la Regina Borg viene interpretata dall'attrice statunitense Annie Wersching e doppiata in italiano da Anna Casareni. Durante la stagione la Regina assimila lentamente la dottoressa Agnes Jurati, ma la sua personalità non soccombe completamente, risultando alla fine una fusione delle due personalità che danno così vita a una nuova Regina Borg, che non desidera assimilare la Federazione, ma aiutarla, chiedendo che la Comunità Borg si unisca temporaneamente ad essa per affrontare una nuova minaccia comune. Il personaggio di Agnes Jurati e della nuova Regina Borg viene interpretato dall'attrice canadese Alison Pill, doppiata in italiano da Federica De Bortoli.
La Regina Borg appare inoltre in opere non appartenenti al franchise di Star Trek. Nel mediometraggio direct-to-video finlandese del 1997 Star Wreck V: Lost Contact diretto da  Rudi Airisto, compare con il nome di Korg Queen, dove viene interpretata dall'attrice Nina Karppinen. Nell'episodio della terza stagione della serie animata parodistica Robot Chicken, Boo Cocky (2008), la Regina Borg viene doppiata dall'attrice statunitense Lark Voorhies, che aveva già interpretato il personaggio di Leanne in un episodio di Star Trek: Deep Space Nine.

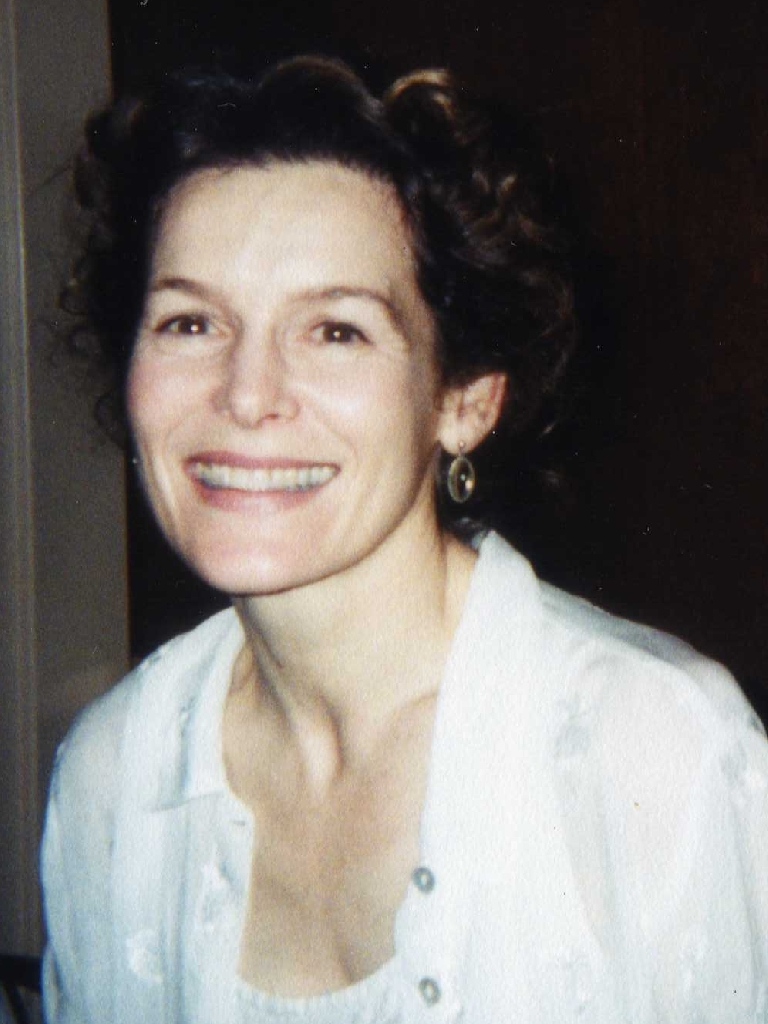
Alice Krige, interpreta la Regina Borg in Primo contatto, Voyager e Picard
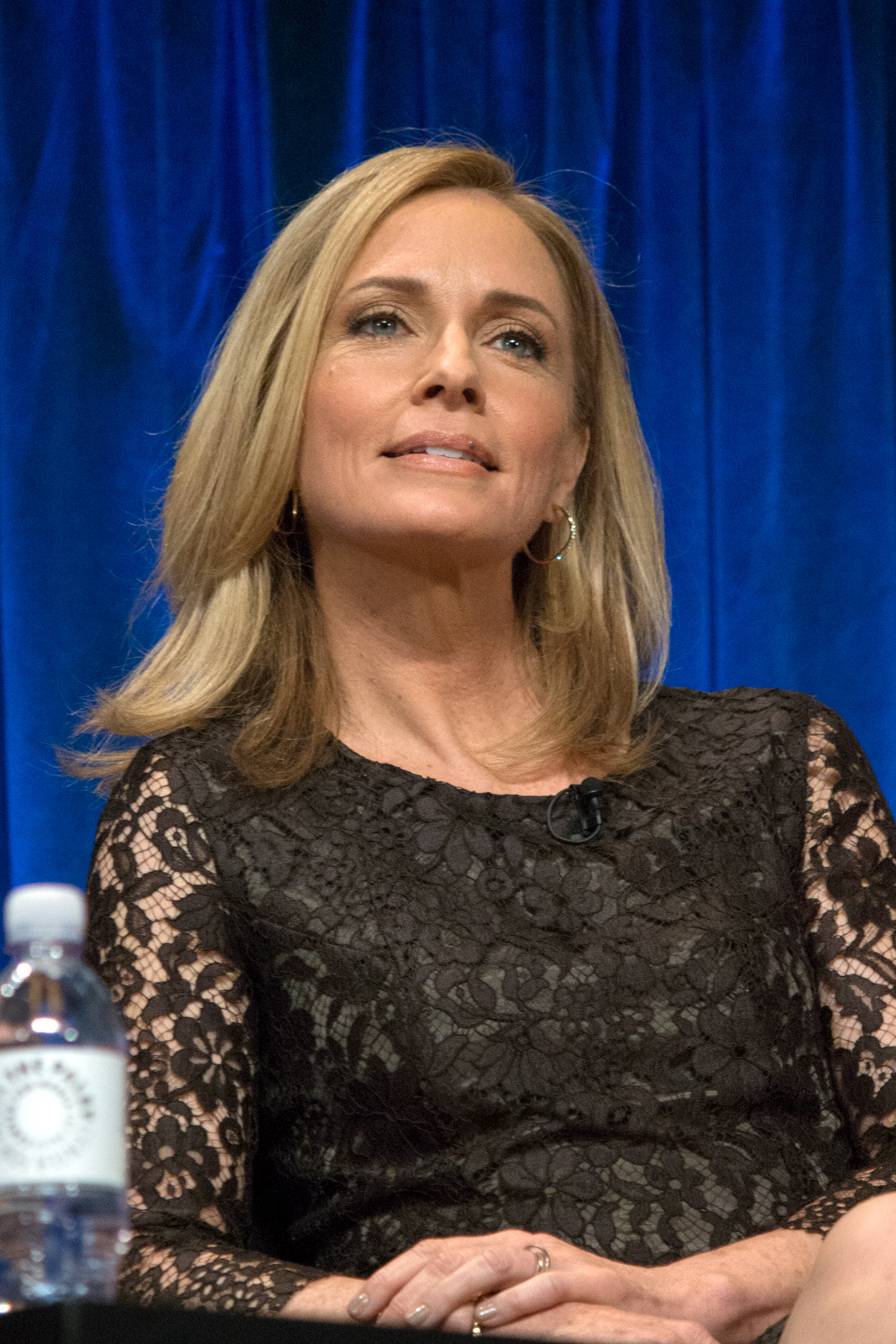
Susanna Thompson, interpreta la Regina Borg in Voyager
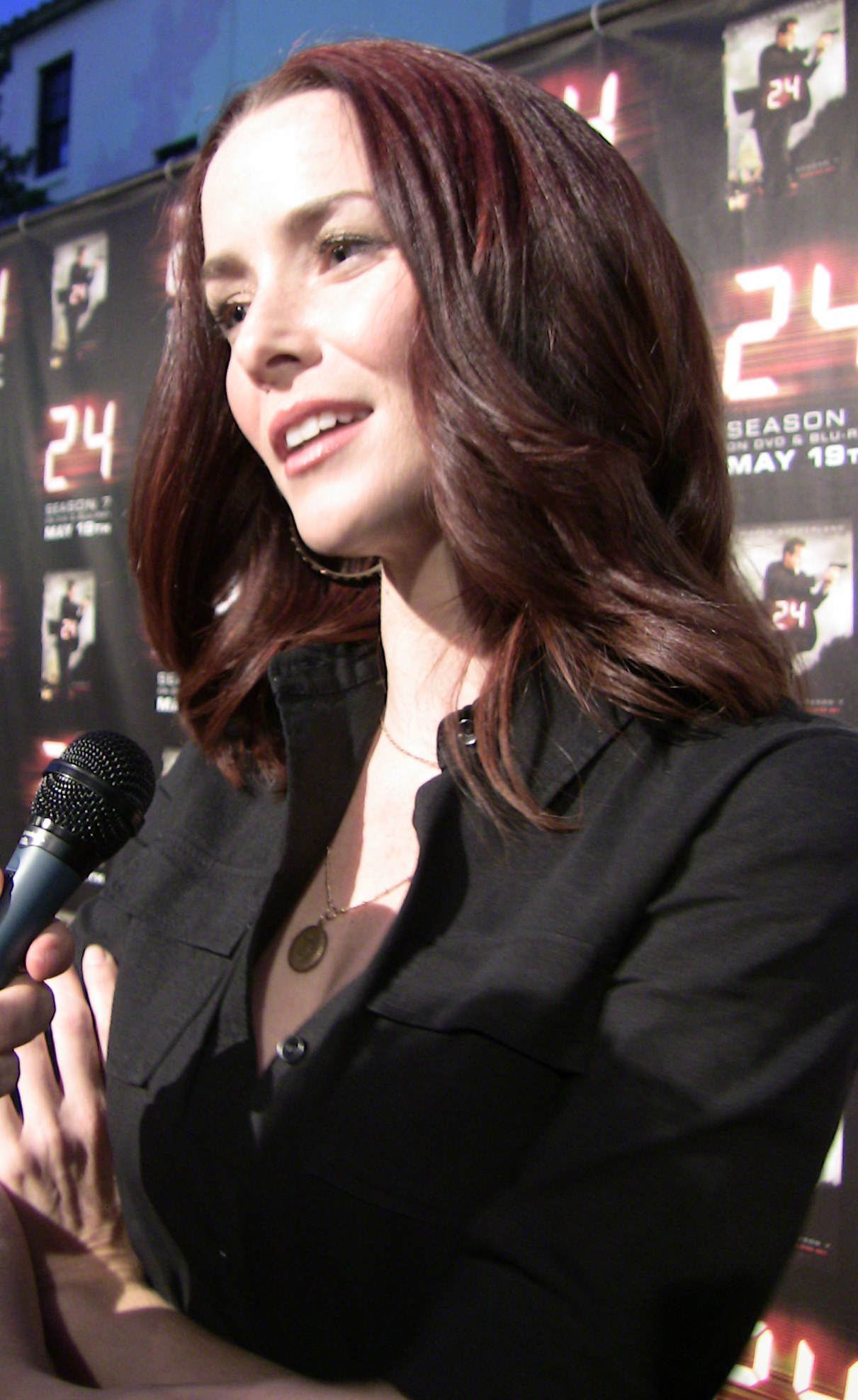
Annie Wersching, interpreta la Regina Borg in Picard
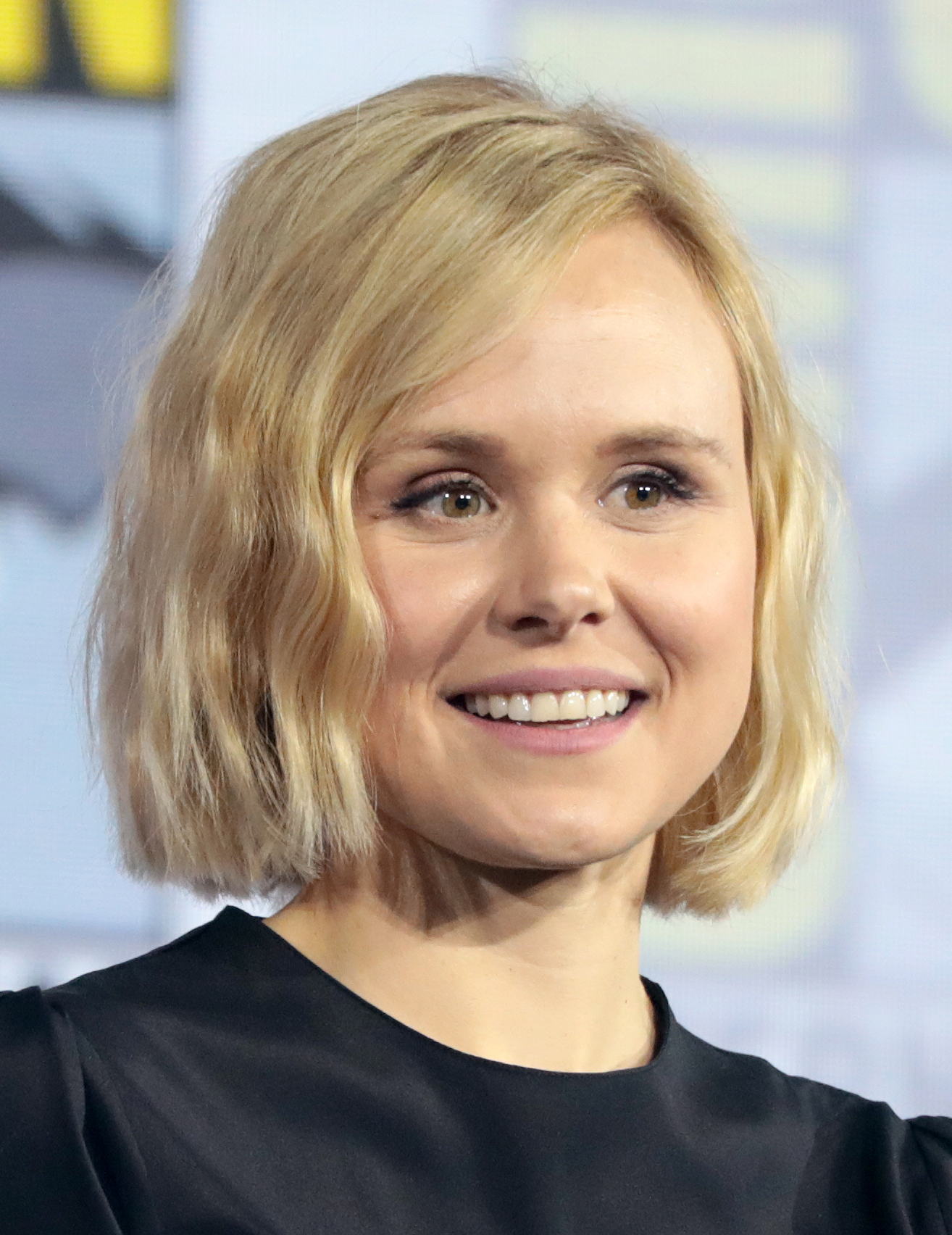
Alison Pill, interpreta la nuova Regina Borg in Picard
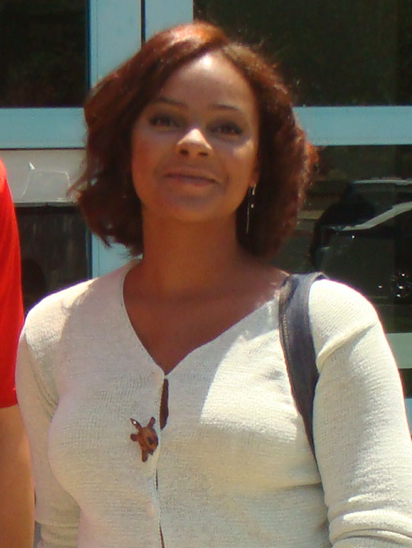
Lark Voorhies, voce della Regina Borg in Robot Chicken

## Citazioni e parodie
- La regina Borg viene parodiata con il nome di Korg Queen, interpretata dall'attrice Nina Karppinen, nel mediometraggio direct-to-video finlandese  del 1997 Star Wreck V: Lost Contact diretto da  Rudi Airisto, parte della serie di cortometraggi parodistici di fantascienza Star Wreck, che prende di mira l'universo di Star Trek.

## Filmografia

### Cinema
- Primo contatto (Star Trek: First Contact), regia di Jonathan Frakes (1996)
- Star Trek: The Experience - Borg Invasion 4D - cortometraggio (2004)

### Televisione
- Star Trek: Voyager - serie TV, 6 episodi (1999-2001)
- Robot Chicken - serie animata, episodio 3x16 (2008)
- Star Trek: Lower Decks - seria animata, episodio 2x08 (2021)
- Star Trek: Picard - serie TV, 9 episodi (2022-2023)

## Giochi

### Videogiochi
- Star Trek: Armada II (2001)
- Star Trek Online (2010)